# José d'Espinha
 (novembre 2022).
José d'Espinha (Laguardia, 1722 - Pékin, 1788) est un jésuite portugais du XVIIIe siècle, missionnaire en Chine, explorateur, cartographe et astronome, promu Mandarin.

## Biographie
José d'Espinha entre dans la Compagnie de Jésus en 1739. Après ses études de philosophie et de théologie il est envoyé à Goa avant de rejoindre Macao puis Pékin où il arrive en 1751. En 1755 à la demande de l'empereur Kangxi il se rend en compagnie de Felix da Rocha en Mongolie occidentale pour une mission cartographique. A son retour l'empereur le promut mandarin de quatrième rang. Entre 1774 et 1777 il retournera pour la même raison au Tibet. Il est nommé deux fois vice-provincial des Jésuites de Chine entre 1753 et 1775. Il est le dernier vice-provincial Jésuite de Chine de l'"ancienne Compagnie", cette dernière étant supprimée en 1773. Dès lors il continue sa mission en Chine à l'institut impérial d'astronomie de Pékin avant d'en prendre la direction en 1781. Il est aussi vicaire général du diocèse de Pekin de 1781 jusqu'à sa mort